# エビフ・イルの像
エビフ・イルの像は、東部シリアに位置する古代の都市国家マリの代官エビフ・イルが祈りを捧げる姿を模った像である。この像はフランスの考古学者アンドレ・パロットによるマリのイシュタル神殿の発掘中に発見され、紀元前25世紀のものと考えられている。像は石膏で作られており、片岩、貝殻、ラピスラズリがはめ込まれている。像を所蔵するルーブル美術館のアイスリン・クレアは「仕上げの質感、保存状態、また表現力に富んだ様式からして、代官エビ・イル〔ママ〕の像は明らかに卓越した傑作である。」と評している。

## 様式
半透明の滑らかなアラバスター（雪花石膏）から作られたこの像は枝編み細工のスツールの上に座る男性の姿を表しており、胸の前で手を結び祈りを捧げる姿は彼の神に対する信仰心を示している。
男性の頭部は剃髪されている。長いあご髭は縦にカールしており、穴の開けられた部分には過去には異なる素材が施されていたと考えられているが、現在は失われている。このあご髭によって、像の頬と精巧に彫られた柔らかな笑みを浮かべる唇が強調されている。見開かれた青い瞳は特に注意深く、細部に配慮して精巧に作られている。片岩、貝殻、ラピスラズリの組み合わせによって、まつげ、まぶた、角膜および虹彩がそれぞれ表されている。ラピスラズリのはめ込み細工は遥か東方のアフガニスタンから輸入されていた。
手は胸に寄せて握られており、閉じられた左手は右手の内側に置かれている。像が着ている唯一の衣服はシュメール様式のカウナケスと呼ばれるスカートである。この精密なフリース状のスカートは、背後に尾の存在が確認できることから動物の皮（おそらく羊皮もしくはヤギ皮）製であると見られている。像の足は失われているが、その接続部がスカートの下に確認されている。
背中には5つの碑文が彫られており、「エビフ・イルの像、代官、男性のイシュタル（イシュタル、戦士の女神）彼が捧げた」と記されている。

## 発掘
像はアンドレ・パロットに率いられたフランスの発掘隊によって、2つに分かれた状態で発掘された。頭部はイシュタル神殿の宮殿外部の歩道で発見された。体はそこから数メートルほど離れた場所で、より小さなマリ王ラムギ・マリの像と共に発見された。像が発見されたとき、左腕と肘が折れた状態であり、右肘の土台は損なわれていた。この像の発見は、1933年冬から始まったマリでの発掘活動において、初めての大きな発見であった。

## ギャラリー

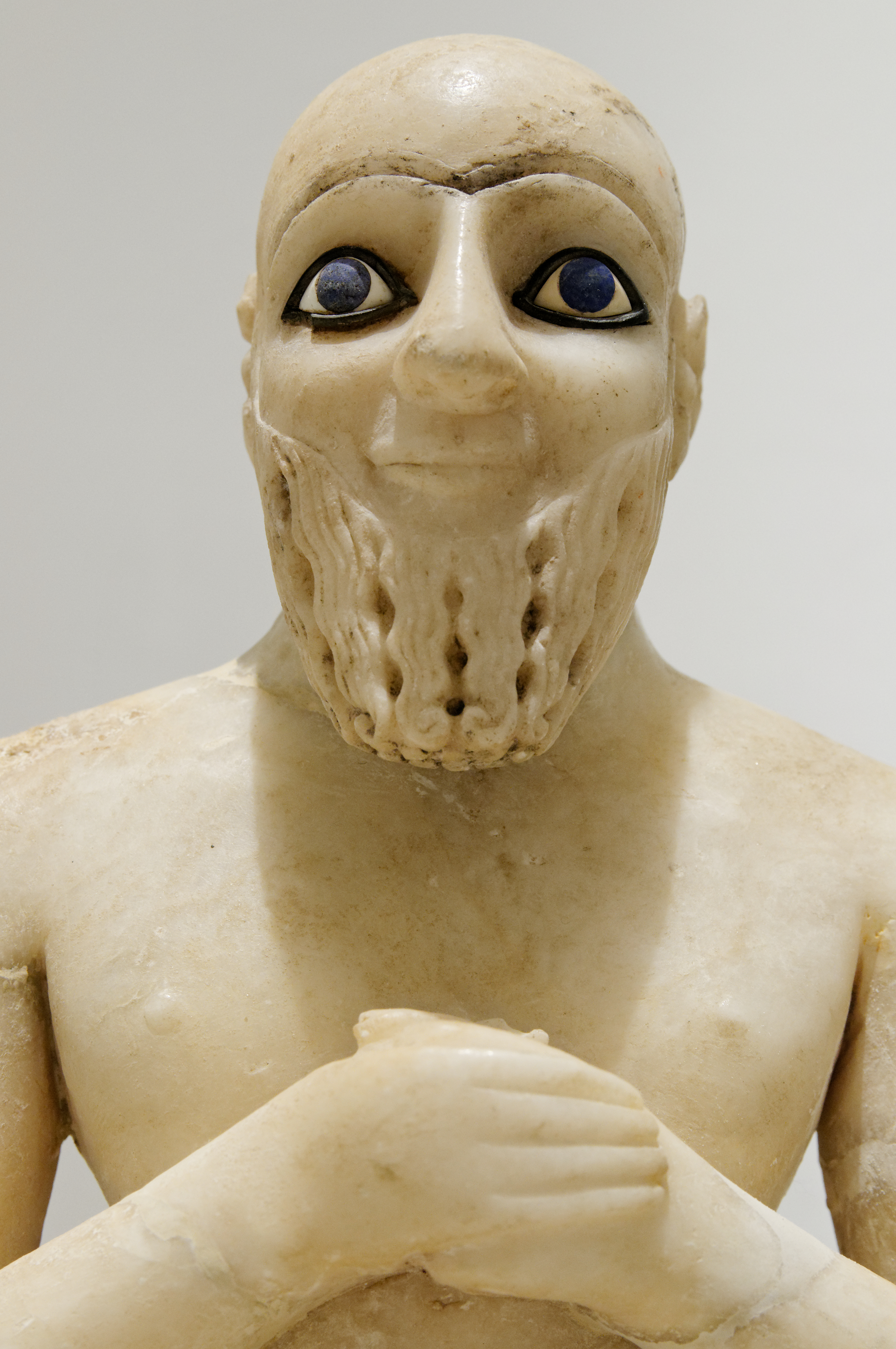
像の顔つき。
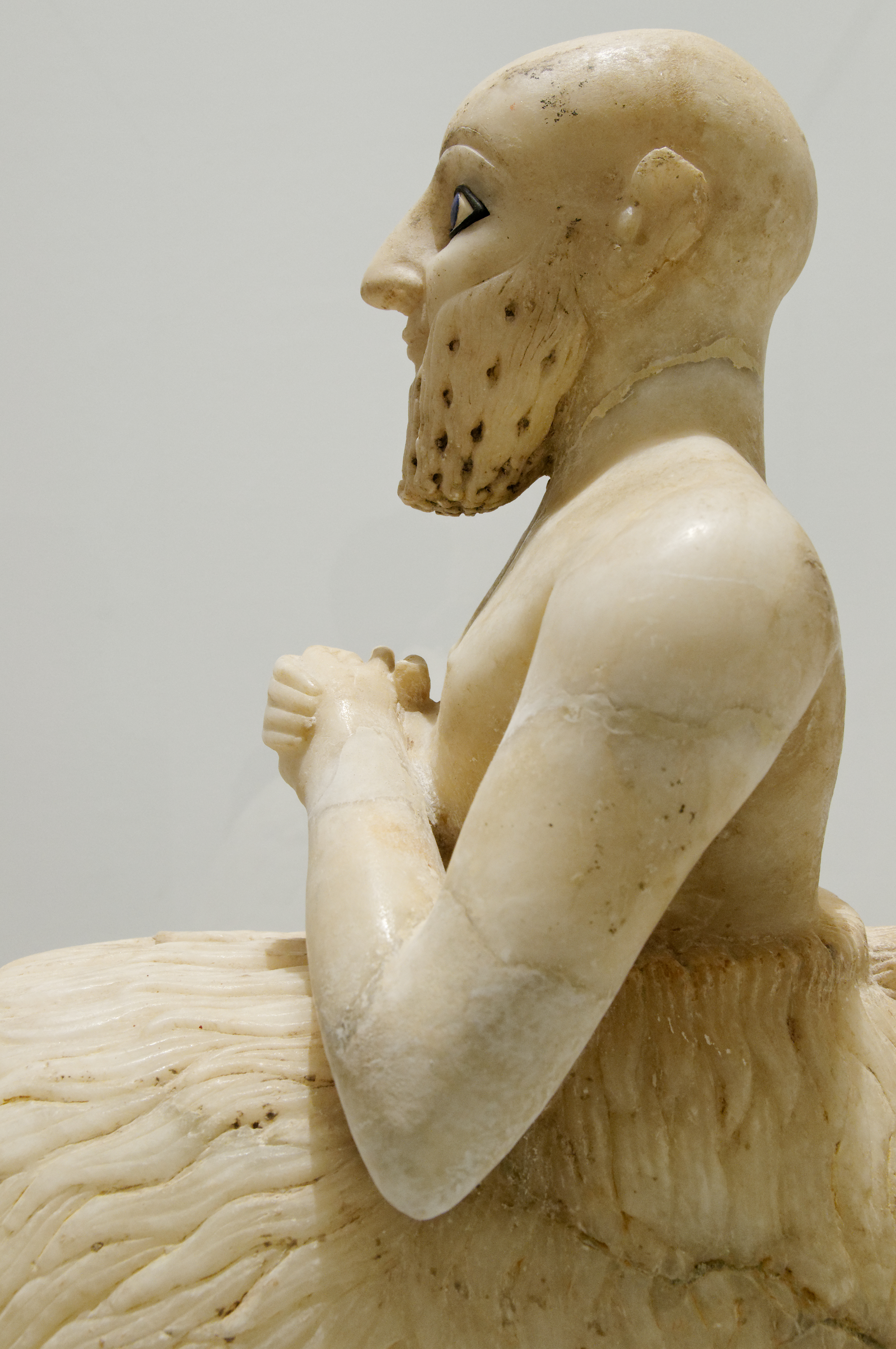
像の側面。着座姿勢とスカート様のカウナケス。
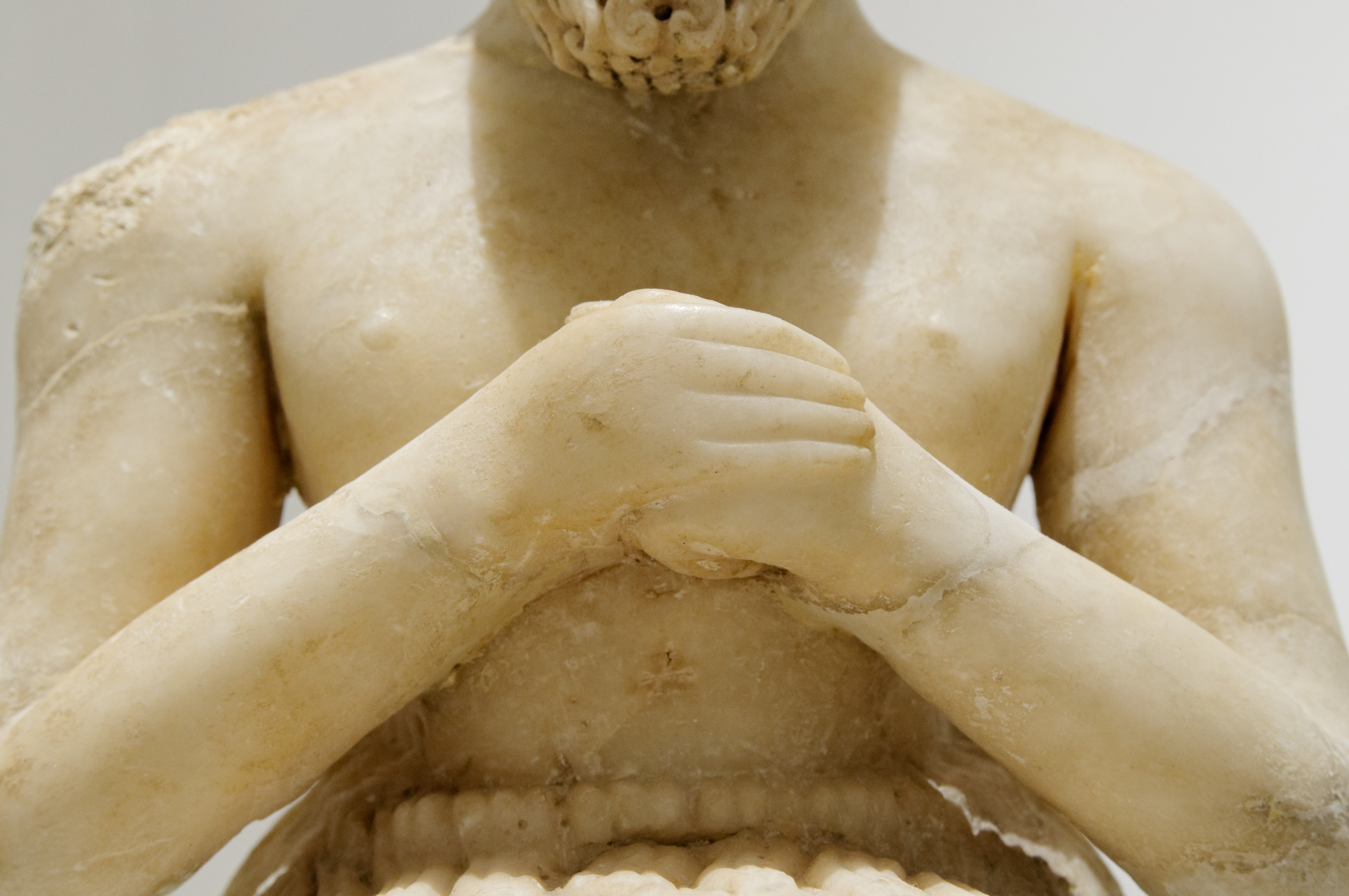
祈りを捧げる結ばれた手。
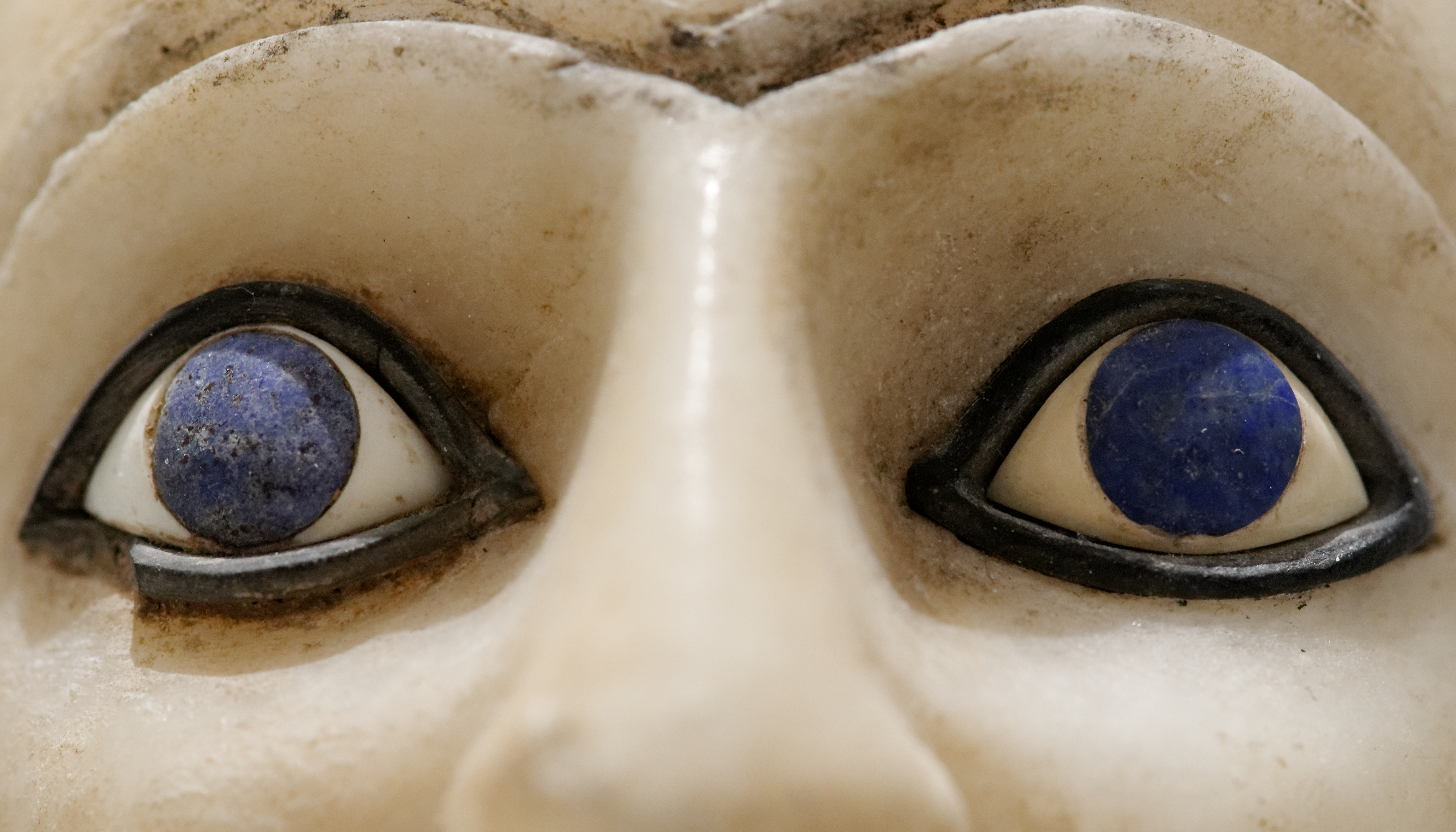
目の拡大図。細やかな細工がなされている。
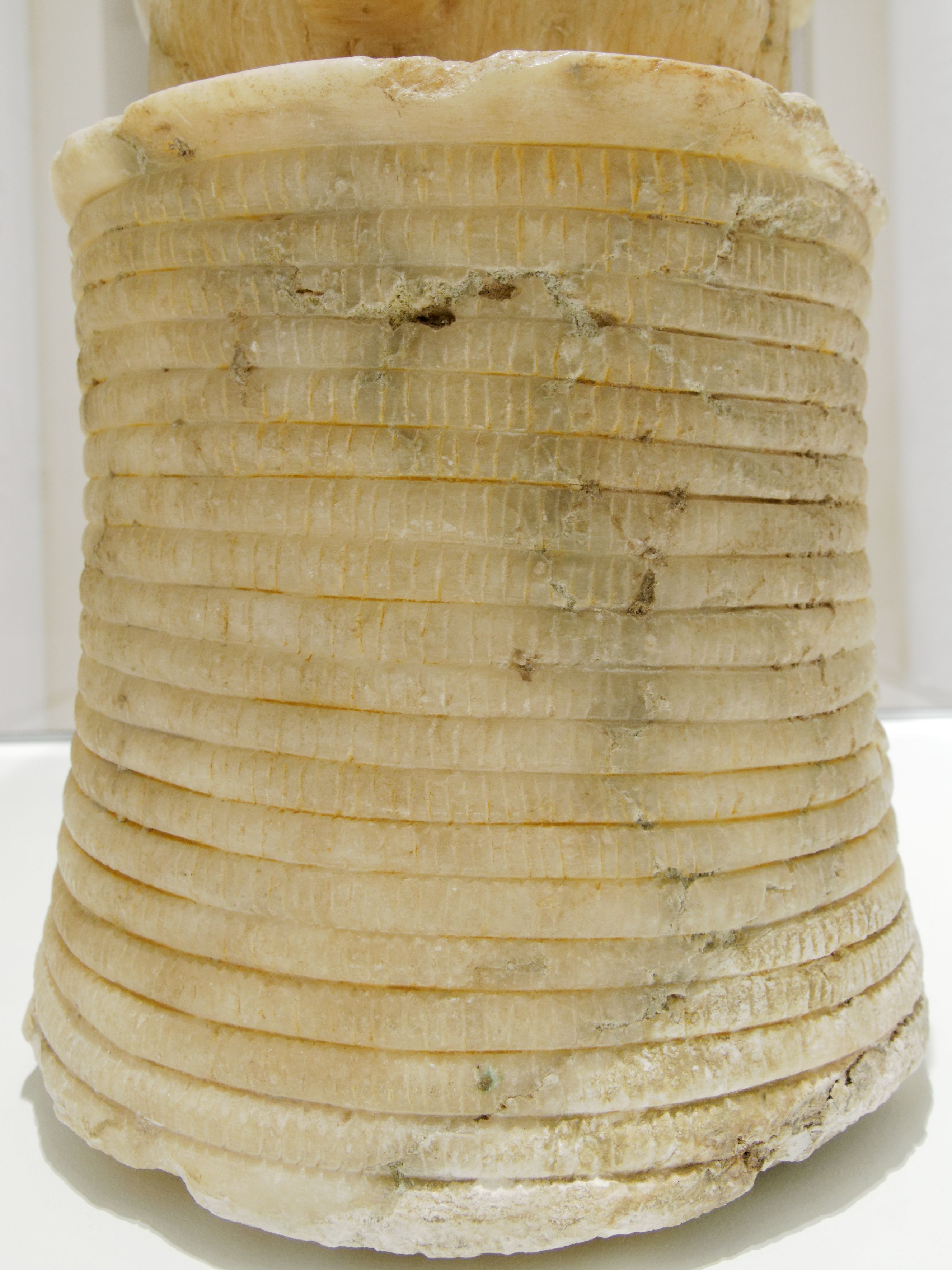
スツール（椅子）の拡大図。枝編み細工であることを表す模様が刻まれている。